# Archéoforum
Het Archéoforum of Archéoforum de Liège is een geconserveerde archeologische opgraving en een archeologisch museum in de Belgische stad Luik. Het museum bevindt zich onder de Place Saint-Lambert op de plaats van de vroegere Sint-Lambertuskathedraal.

## Geschiedenis
De Sint-Lambertuskathedraal was een grote gotische kathedraal, die tijdens de Luikse revolutie (1789-1795) en de daarop volgende Franse Tijd (1794-1814) geheel werd verwoest, omdat ze gezien werd als symbool van de kerkelijke en prins-bisschoppelijke macht, waartegen men in opstand kwam. Op de plaats van de voormalige kathedraal werd in de negentiende eeuw een groot plein aangelegd, de Place Saint-Lambert.
In de loop van de twintigste eeuw vonder er verscheidene acheologische opgravingen plaats. Baanbrekend was de opgraving door Paul Lohest in 1907, die volgde op de toevallige vondst van het hypocaustum van een Gallo-Romeinse villa tijdens de aanleg van gasleidingen in 1905. Hierbij werden de funderingen van de gotische kathedraal en haar romaanse voorgangers deels opgegraven. In de jaren 1960 en 70 bestonden er plannen voor grootschalige infrastructuurprojecten die de opgravingssite bedreigden (o.a. een ondergrondse parkeergarage, een metro en een stedelijke snelweg). Vanwege deze plannen vond tussen 1977 en 1984 opnieuw een opgravingscampagne plaats om nog zoveel mogelijk informatie te verzamelen voor dat alles afgegraven zou worden. Tijdens deze campagne werden in 1982 de meest waardevolle delen van de opgraving met balken gestut en vervolgens verwijderd en elders opgeslagen, een zeer kostbare operatie. Omstreeks 1990 kwam men tot het inzicht dat het beter was de opgraving in situ te bewaren. De opgeslagen delen, waaronder enkele Romeinse muren en de tiende-eeuwse crypte, werden na circa tien jaar weer teruggeplaatst, waarmee opnieuw hoge kosten gemoeid waren. Van 1990 tot 1995 vond de derde grote opgraving plaats. Besloten werd om de opgravingssite om te vormen tot een museum, dat in 2003 openging. Ook na de opening van het museum vindt er nog geregeld archeologisch onderzoek plaats, waartoe soms delen tijdelijk voor het publiek worden afgesloten.
Sinds 2016 neemt het Archéoforum deel aan het Interreg Terra Mosana-project met diverse Belgische, Nederlandse en Duitse partners. Het project is een samenwerking tussen gemeenten, provincies, erfgoedsites, musea en universiteiten met als doel om de gemeenschappelijke identiteit en de toeristische aantrekkelijkheid van de Euregio Maas-Rijn (EMR) te versterken door middel van digitalisering van het culturele erfgoed.

## Museum
Het museum beslaat een oppervlakte van 3,725 m² en omvat hoofdzakelijk het voormalige opgravingsterrein van de oude kathedraal. Het strekt zich geheel uit onder de Place Saint-Lambert. De bezoekers kunnen er de resten van de Sint-Lambertuskathedraal bekijken, alsmede de voorgangers daarvan en de restanten van de Gallo-Romeinse villa. Tevens worden er voorwerpen tentoongesteld, die bij de opgravingen zijn gevonden. Daarnaast is er een zaal met maquettes en een computermodel van de voormalige kathedraal, en een zaal waar een korte film vertoond wordt.

### De opgravingssite
Bij de diverse opgravingen zijn talrijke fundamenten en muurrestanten uit verschillende perioden vrij gelegd. Om deze wirwar van muren beter te kunnen interpreteren heeft men aan de plafonds gekleurde verlichting aangebracht, waarvan de kleur aangeeft uit welke periode een bepaalde muur of opgravingsvlak dateert. De informatieborden zijn voorzien van een symbool van de periode van ontstaan. De kleur turquoise en het symbool van een vuistbijl is aangebracht bij de oudste delen van de site (prehistorie). De kleur rood en een olielampje verwijzen naar de Romeinse periode. Voor de vroege middeleeuwen is dat oranje en een beeldje van Sint-Lambertus. Groen en een torso van een beeld verwijzen naar de romaanse periode. Paars en een glas-in-loodraam staan voor de periode van de gotische kathedraal.

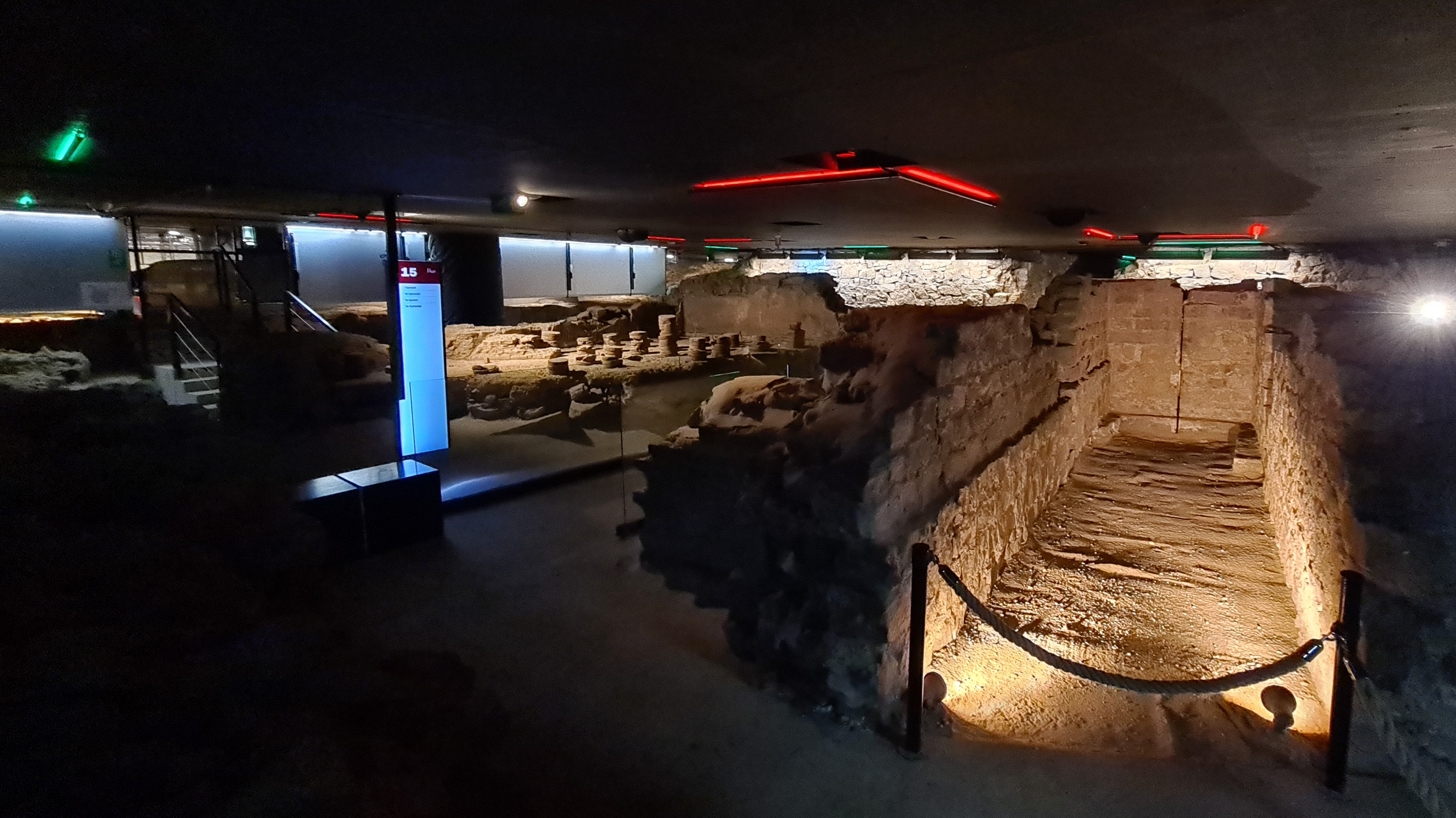
Overzicht opgravingsterrein
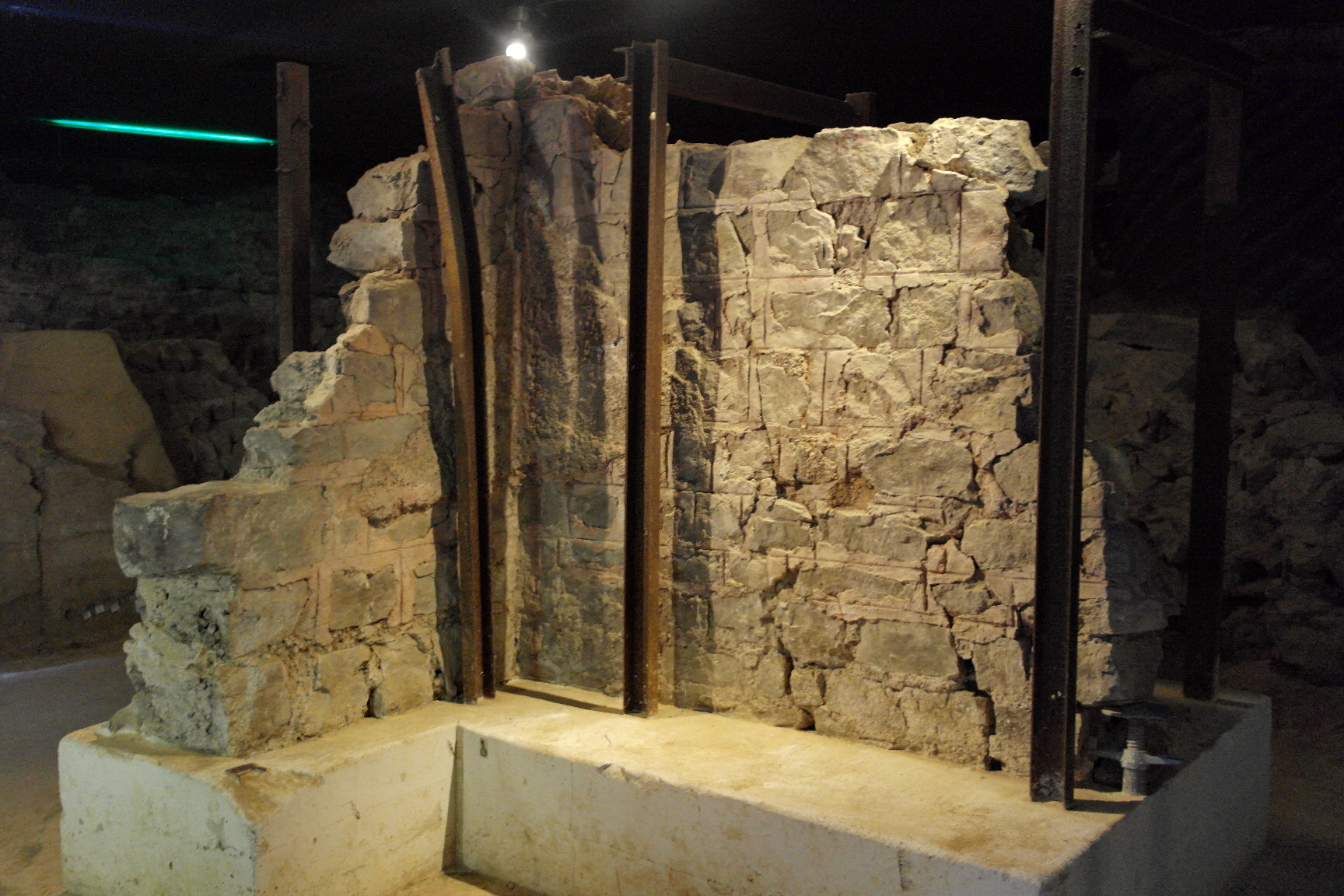
Romeinse muren
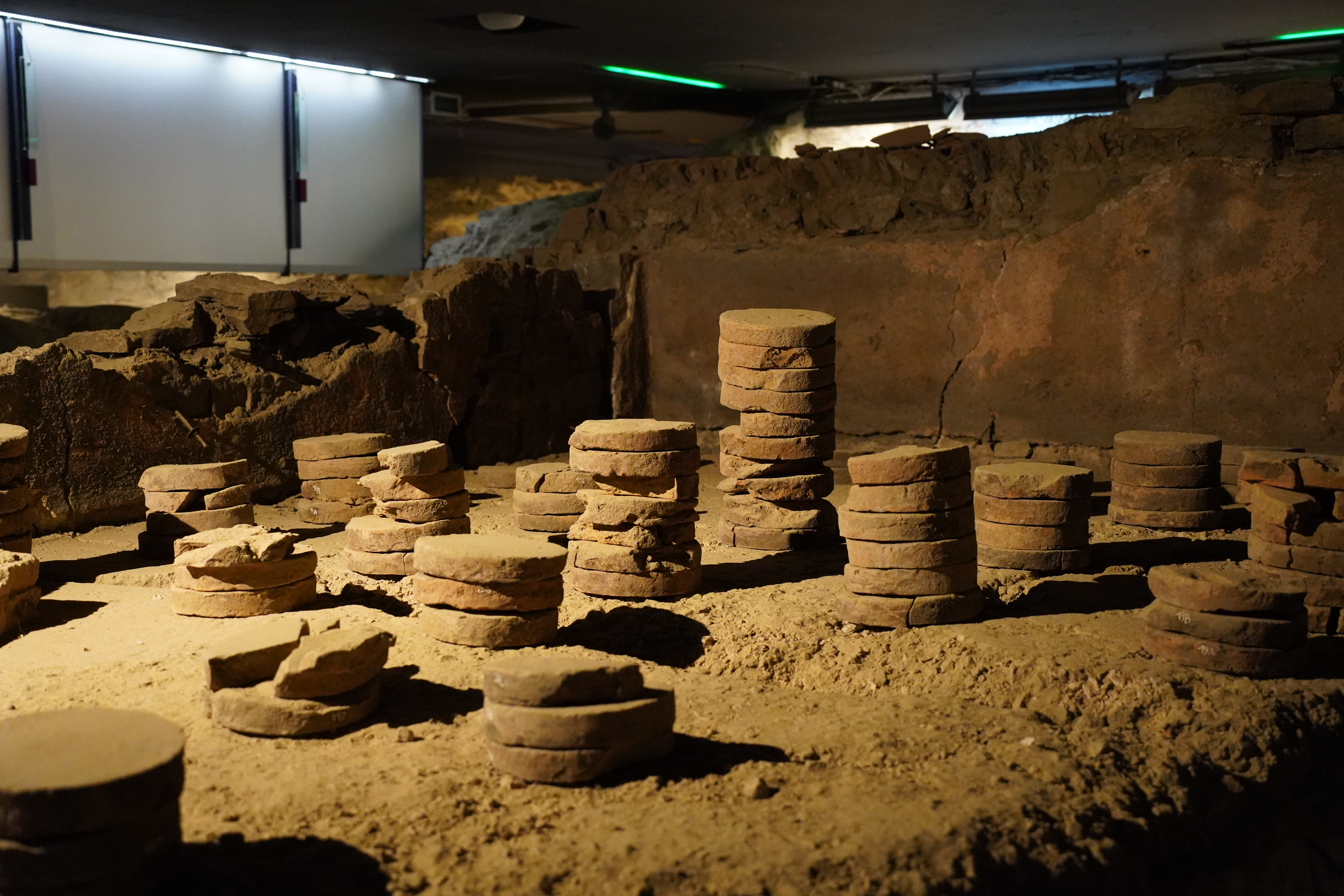
Hypocaustum van de Romeinse villa
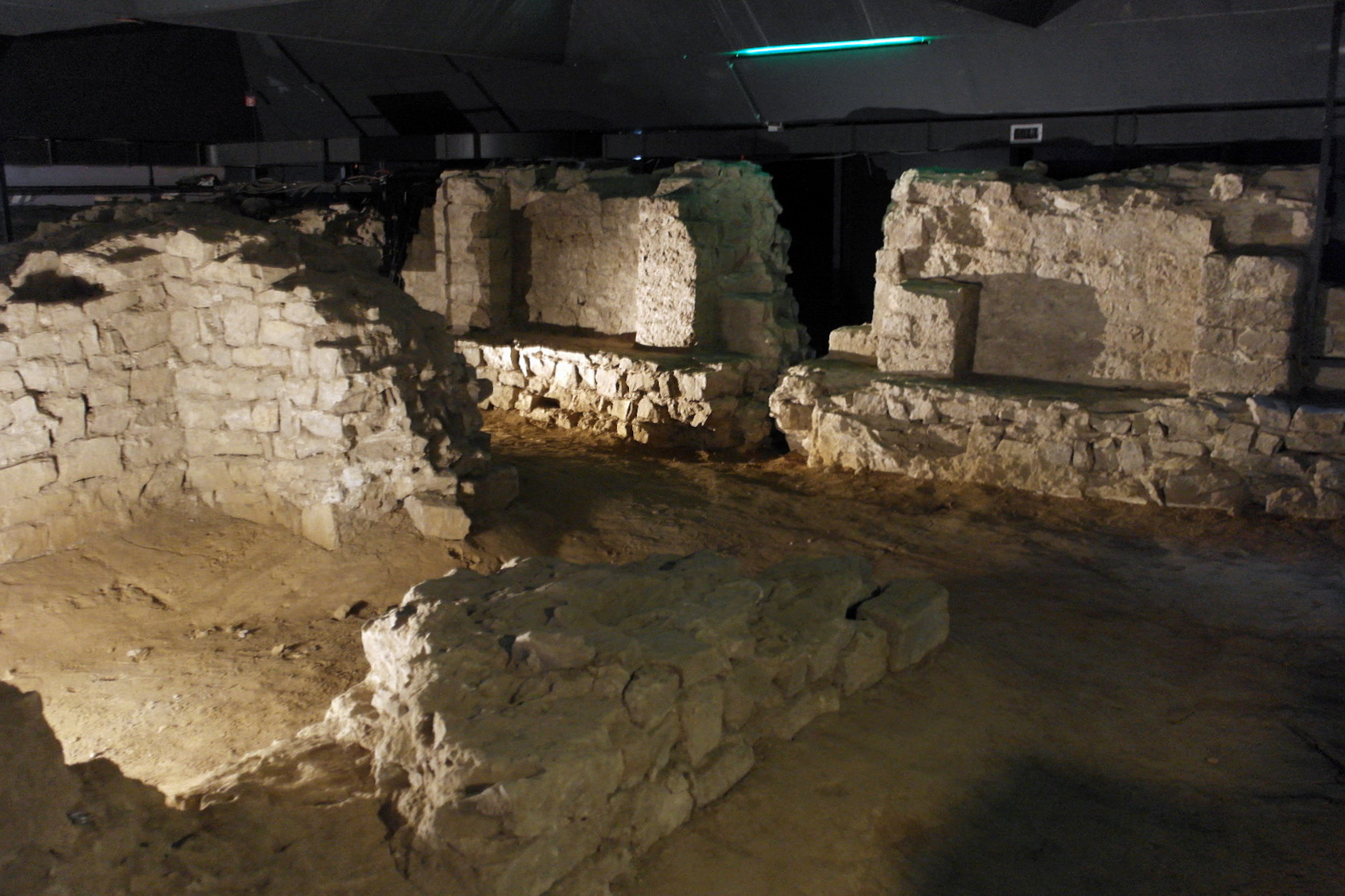
Funderingen uit verschillende bouwfasen

### Archeologische vondsten
De tentoongestelde archeologische vondsten dateren uit de prehistorie (steentijd, bronstijd en ijzertijd), de Romeinse tijd, de middeleeuwen (vroege, hoge en late middeleeuwen) en de periode daarna. Veel middeleeuwse vondsten betreffen bouwfragmenten, vaak gebeeldhouwd, van de romaanse of gotische kathedraal. De meeste artefacten behoren tot de collectie van het museum Grand Curtius, dat in 2009 is voortgekomen uit een fusie tussen het toenmalige archeologische museum en enkele andere Luikse musea. In enkele gevallen worden replica's tentoongesteld.

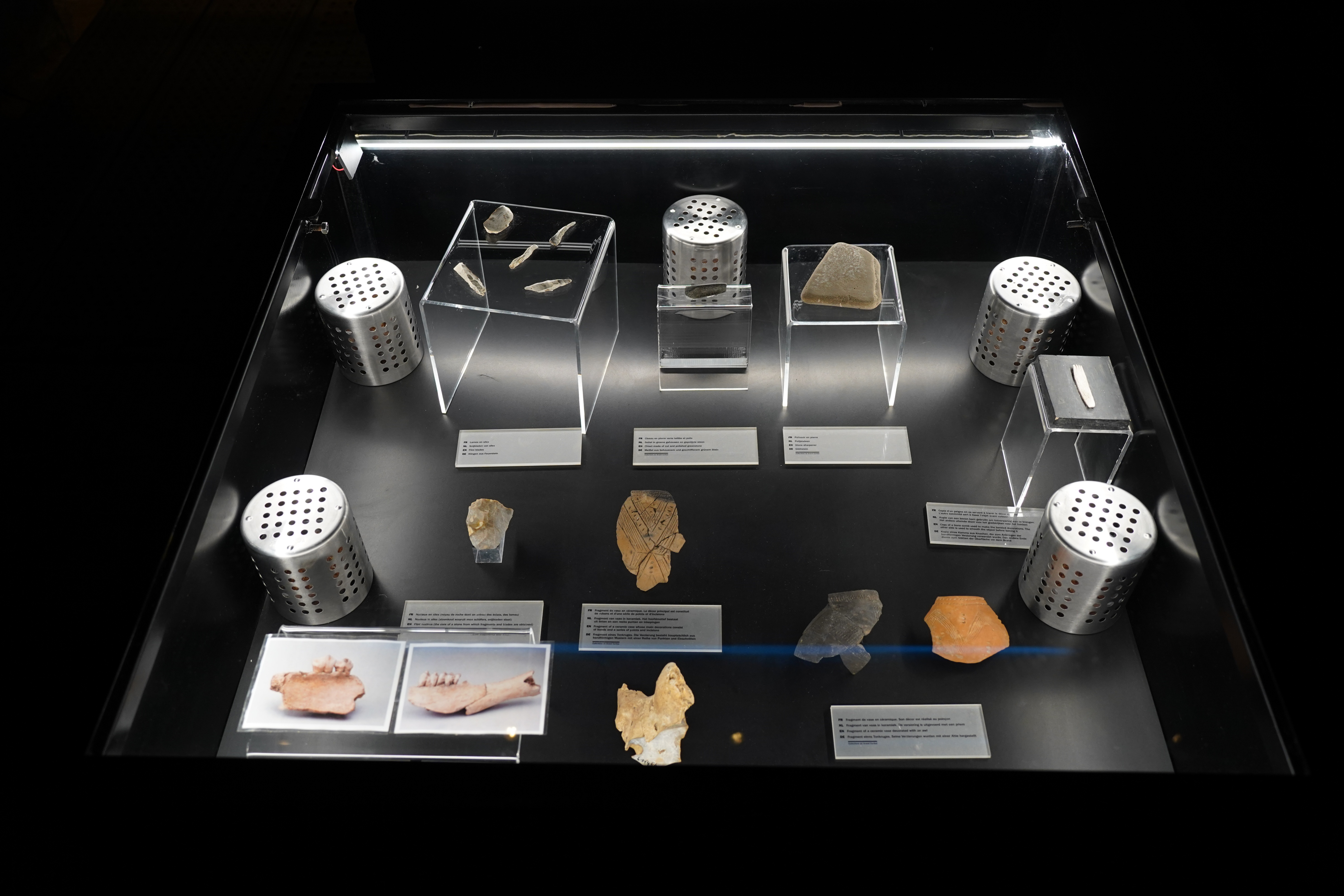
Prehistorische vondsten
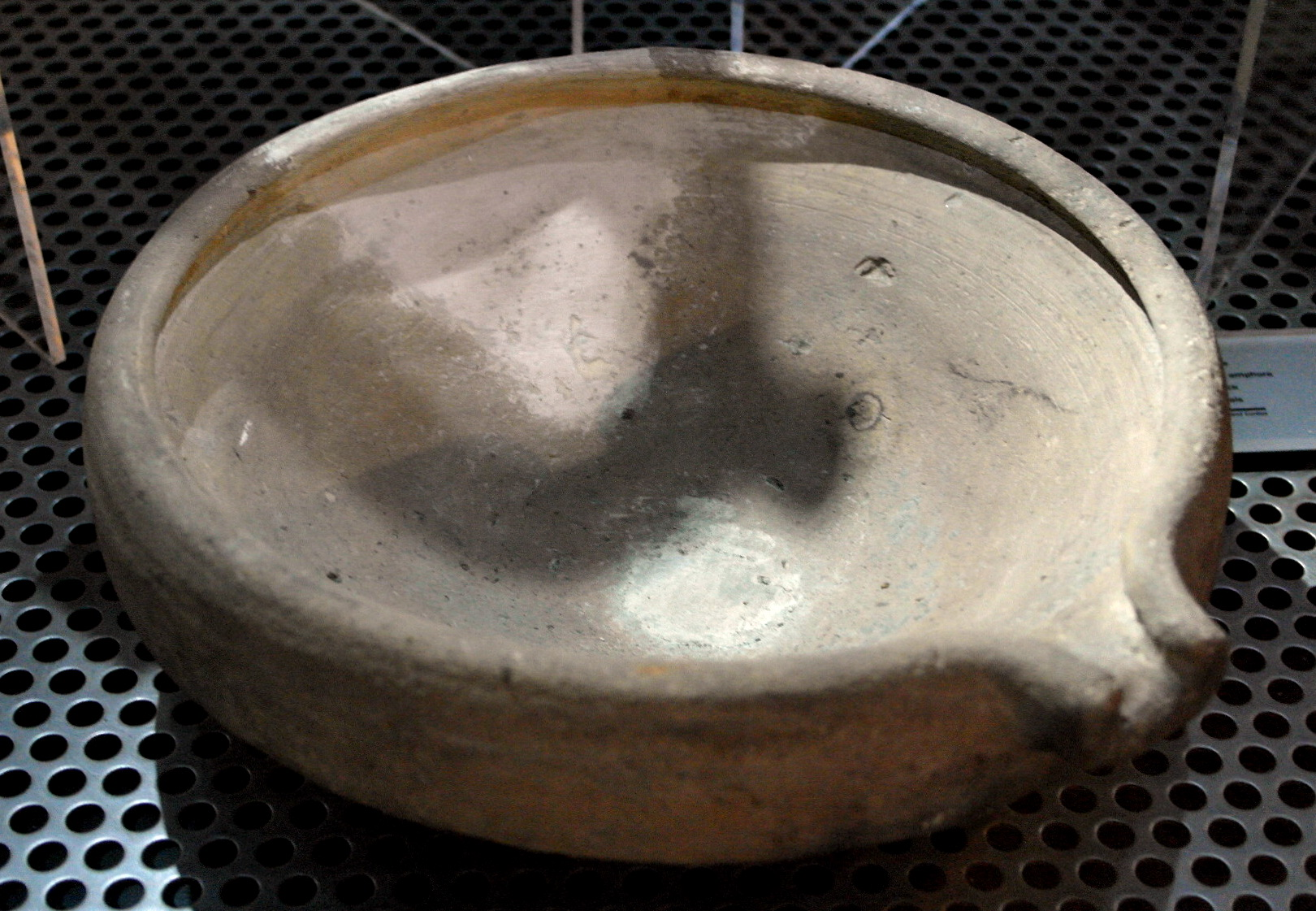
Romeinse wrijfschaal
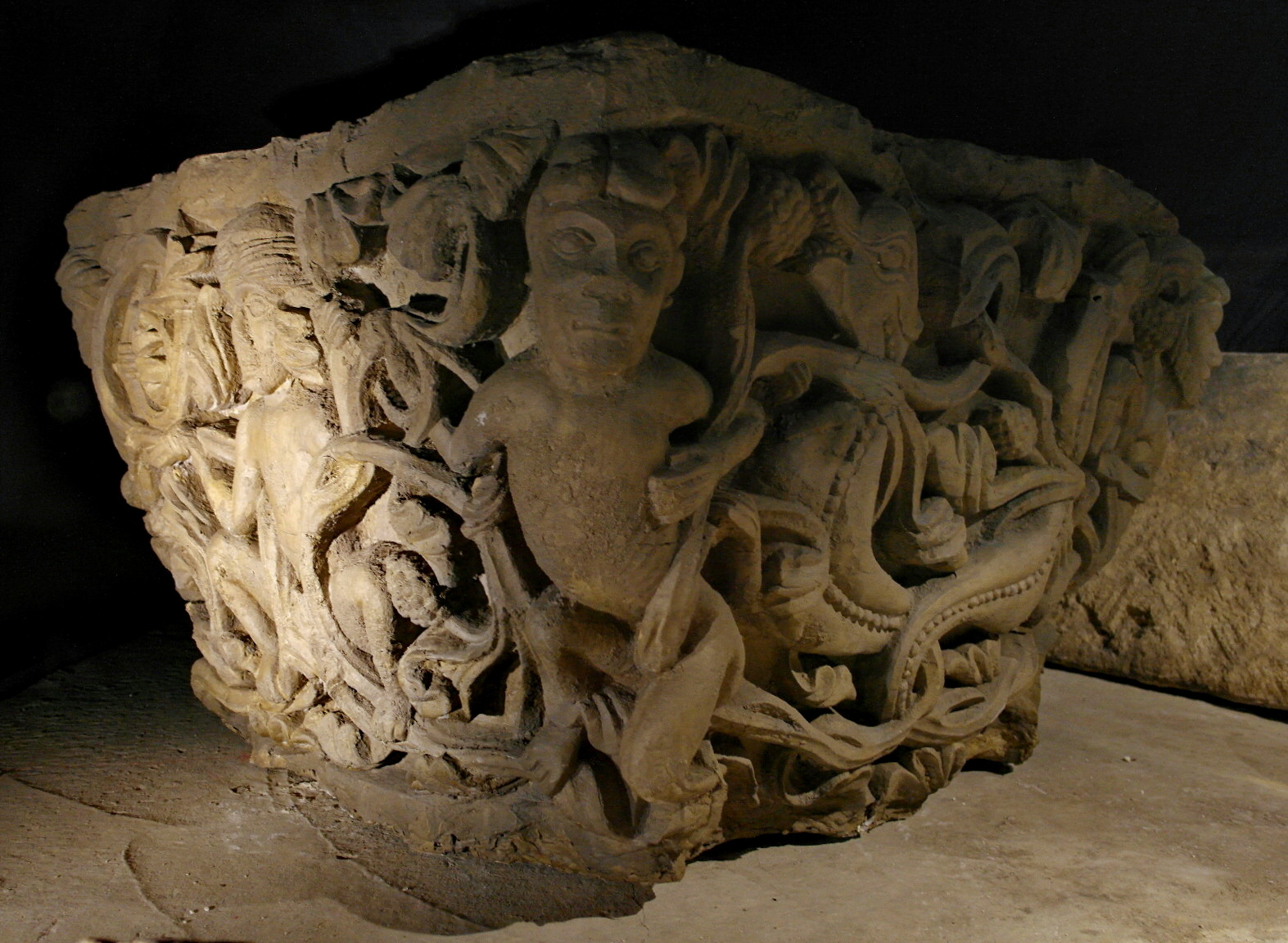
Romaans kapiteel (kopie)
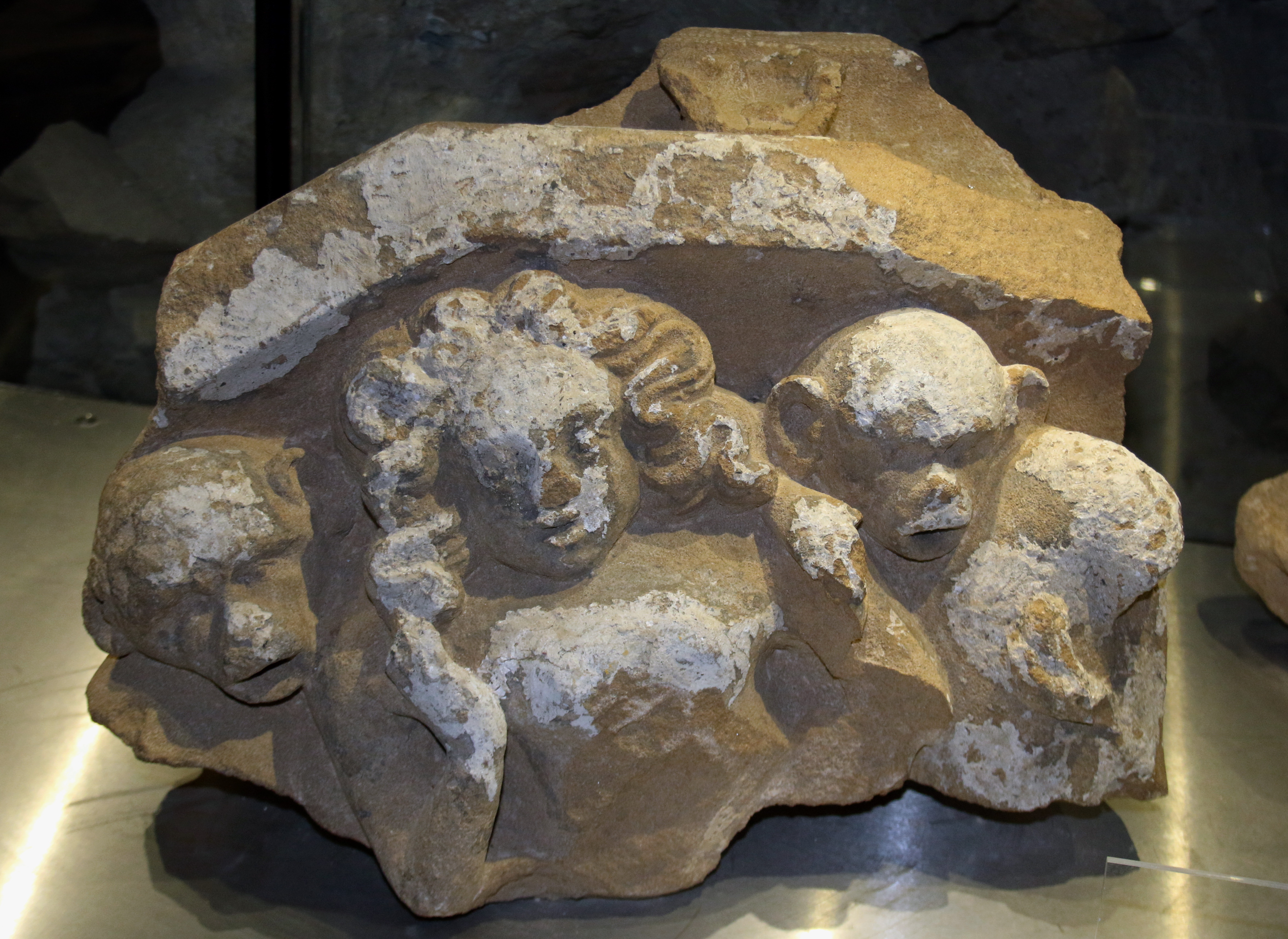
Fragment van gotisch fronton

### Overige collectie
Door middel van een tijdlijn, plattegronden en maquettes krijgen bezoekers inzicht in de geschiedenis van de kathedraal, de stad Luik en het Prinsbisdom Luik.

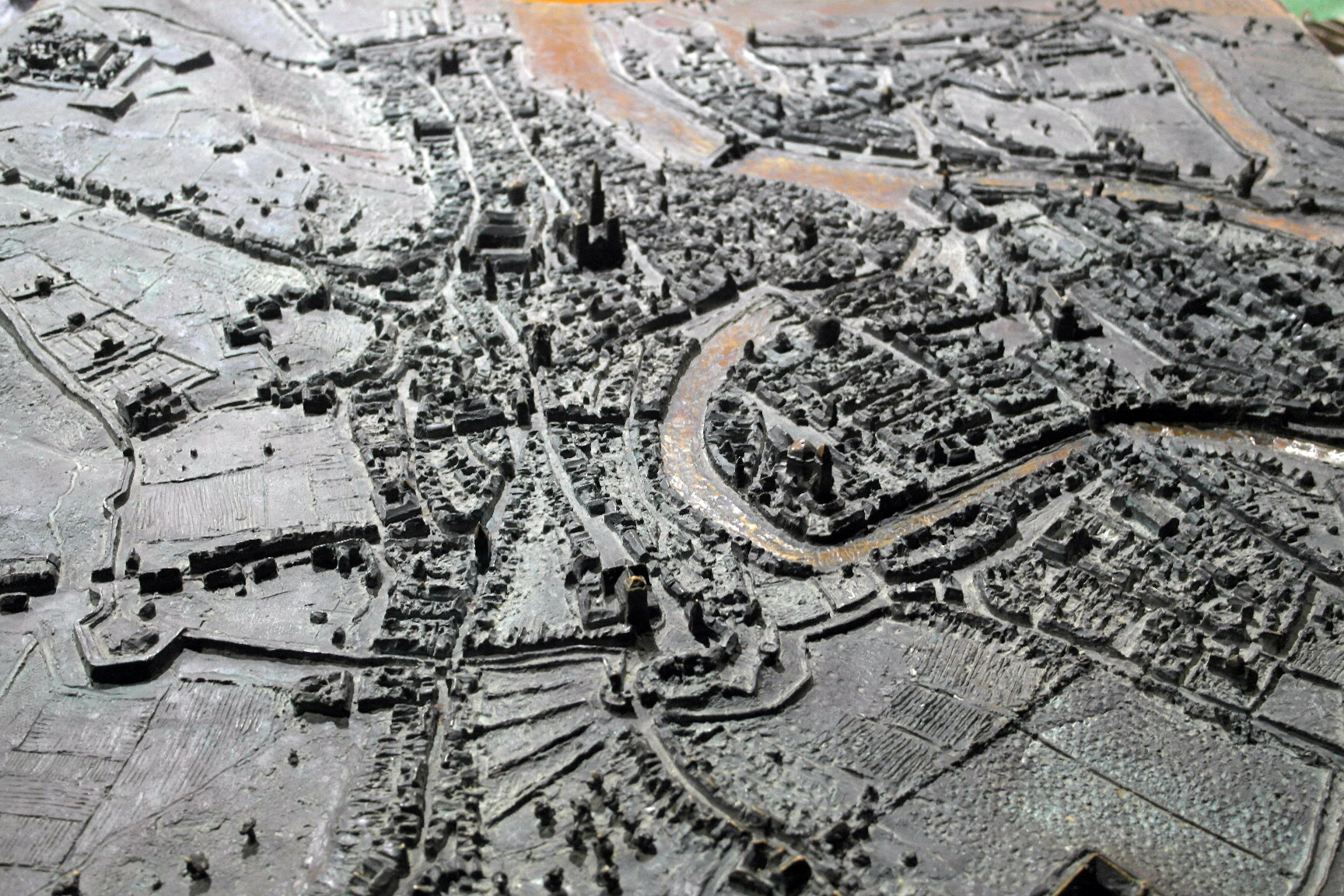
Bronzen maquette van Luik in de 18e eeuw
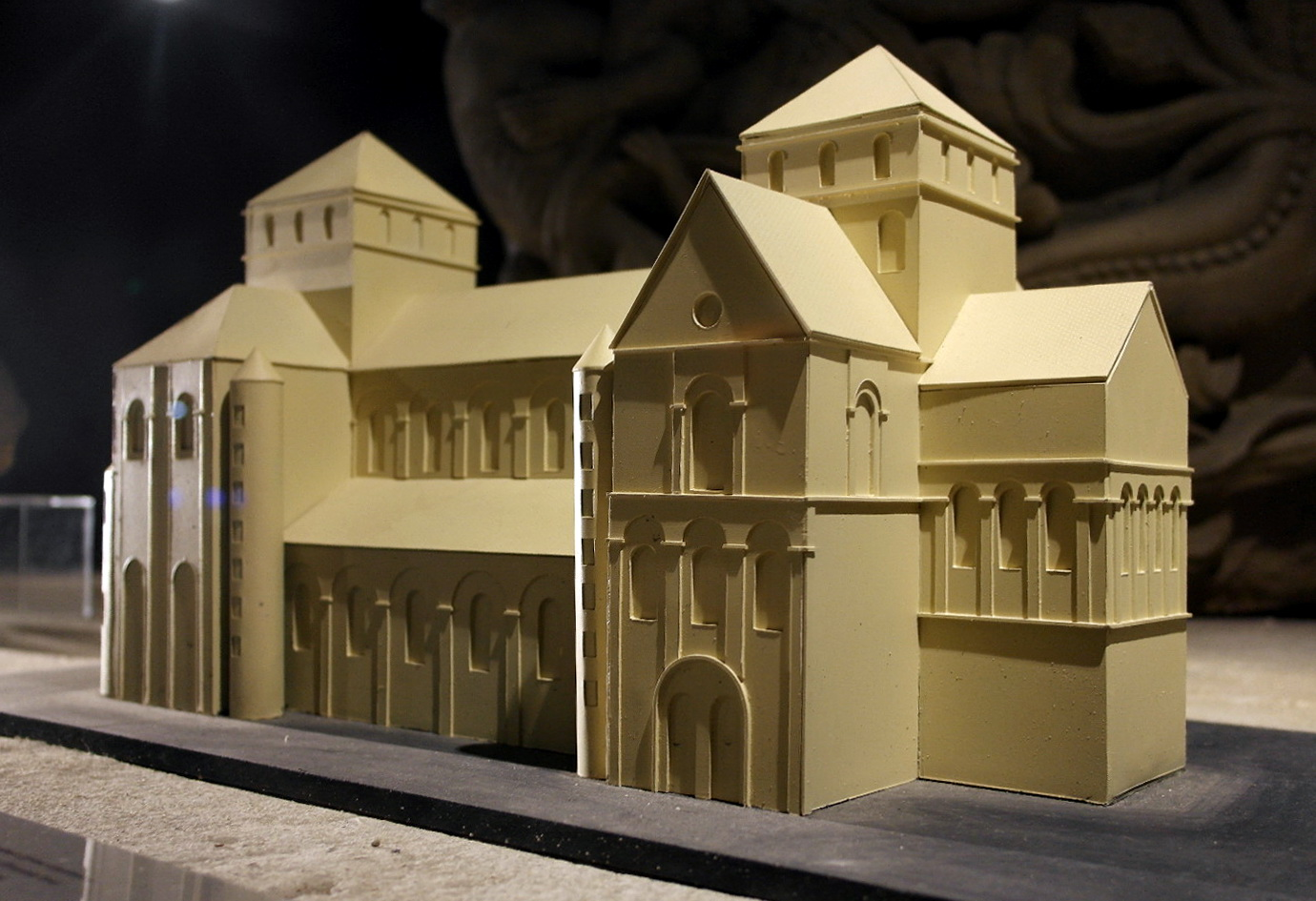
Maquette van de Ottoonse kerk (ca. 1000-1185)
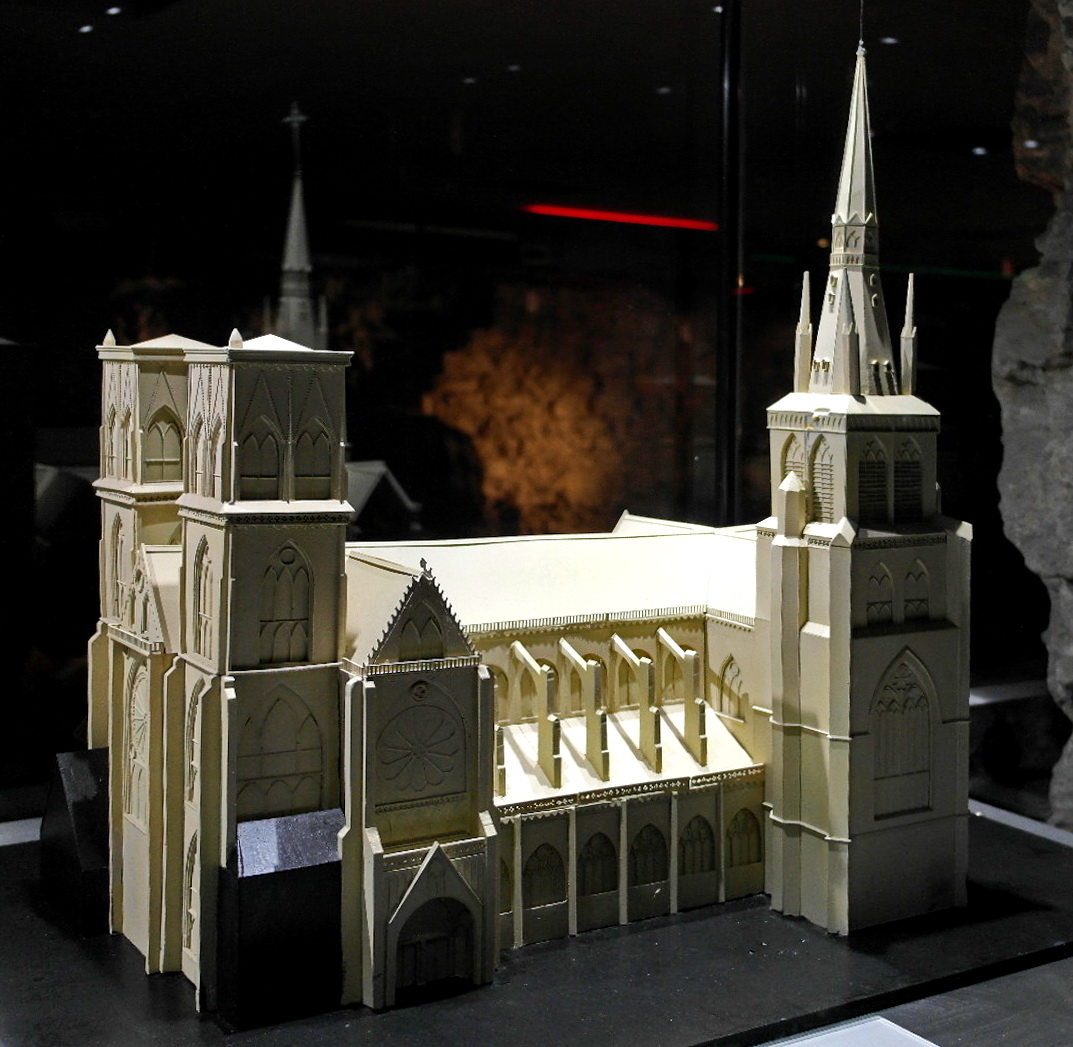
Maquette van de gotische kerk (1185-1789)
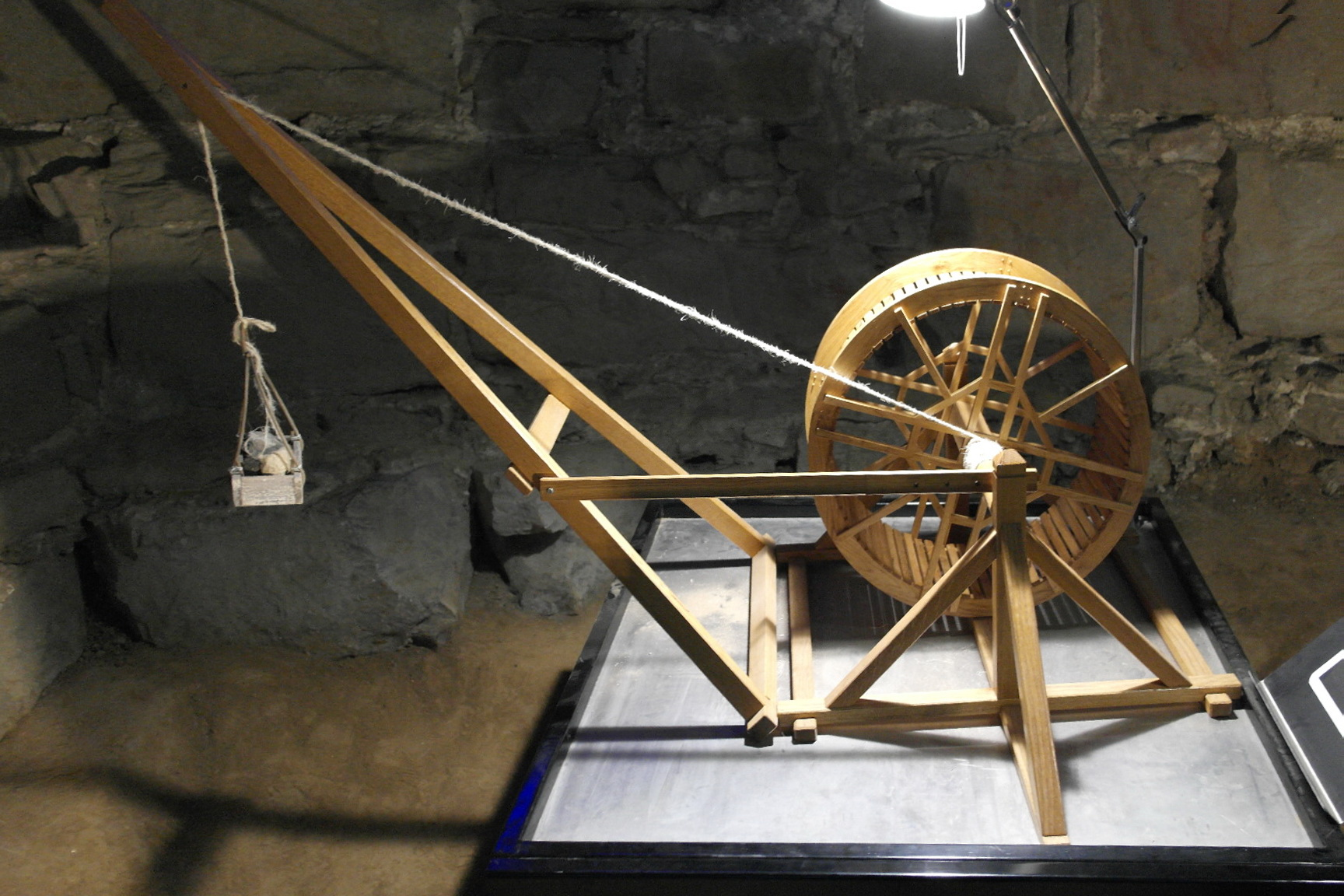
Model van een middeleeuwse hijskraan